# Jezupol (stacja kolejowa)
Jezupol (ukr. Єзупіль, ros. Езуполь) – stacja kolejowa w miejscowości Jezupol, w rejonie iwanofrankiwskim, w obwodzie iwanofrankiwskim, na Ukrainie. Położona jest na linii Lwów – Czerniowce.
Stacja powstała w czasach Austro-Węgier na drodze żelaznej lwowsko-czerniowiecko-suczawskiej, pomiędzy stacjami Halicz i Stanisławów.